# Diario Ojo
Ojo es un diario de Perú fundado en 1968 por el empresario Luis Banchero Rossi.

## Historia
Ojo fue fundado el 14 de marzo de 1968 como un periódico matutino de Lima. Su fundador fue el empresario Luis Banchero Rossi, que ya había fundado la cadena de diarios Correo, bajo la conducción de la Empresa Periodística Nacional SA (Epensa). Para esta aventura periodística, Banchero contaba como socio a su cuñado Enrique Agois Paulsen.
Su primer director fue Raúl Villarán y el valor de cada ejemplar era de S/.1.00. Su característica principal era un estilo claro y sencillo, que le permitía ser leído tanto por adultos como niños y adolescentes, aunque sin caer en el lenguaje vulgar o la replana de los otros diarios populares. Pronto se convirtió en el preferido de los sectores emergentes de la sociedad.
Su primer titular se enfocó en la actualidad política: «La verdad…, Sr. presidente, esto está corrompido», refiriéndose al primer gobierno de Fernando Belaúnde, algunos de cuyos funcionarios estaban involucrados en una sonado caso de contrabando.
Tras el asesinato de Luis Banchero, la familia Agois continuó la dirección de la empresa periodística Epensa: Enrique Agois Paulsen (fallecido en 2016), su hijo Luis Manuel Agois Banchero y su nieto Luis Damián Agois Sánchez. La primera prueba que sufrieron fue la confiscación de los diarios Correo y Ojo a manos de la dictadura de Juan Velasco Alvarado en 1974, que recuperaron con la restauración de la democracia en 1980. La popularidad de los diarios se mantuvo imbatible.
En las décadas posteriores, el diario adoptó el estilo del estadounidense USA Today para optimizar su redacción. Mientras tanto, Epensa lanzó nuevas creaciones periodísticas, el diario deportivo El Bocón y el diario popular Ajá. Todos los diarios de Epensa llegaron a tener en conjunto entre trescientos mil a quinientos mil lectores al día. En 2007 Ojo alcanzó el millón de lectores diarios, el mayor récord de la empresa solo superado por su rival y posterior hermano Trome.
A fines de 2011, Epensa inició el proceso llamado convergencia periodística, que consistía en unificar las cuatro salas de redacción en Lima de sus diarios impresos (Correo, Ojo, Ajá y El Bocón) y de sus versiones web, así como de catorce filiales de Correo en provincias. La idea era comenzar la migración paulatina desde el soporte de papel hacia los diversos soportes multimedia, siguiendo el avance de la tecnología. También exploró con éxito otros ámbitos de la comunicación como las redes sociales y la televisión.
En 2013, el Grupo El Comercio adquirió el 54 % del paquete accionario de Epensa, anunciando que respetaría la línea editorial de los Agois. En lo que definió como una alianza comercial, El Comercio asumió la impresión, comercialización y la publicidad, en tanto que Epensa mantuvo la gestión de los contenidos de Correo, Ojo y El Bocón. En consecuencia, en 2014, Epensa (transformada en Grupo Epensa SAC) cambió su razón social por la de Prensmart SAC.
En 2018, el Grupo El Comercio compró la totalidad de las acciones de Prensmart SAC. El Grupo Epensa SAC (Gesac), a cargo de Luis Agois, continuó a cargo de la línea editorial de Correo, Ojo y El Bocón hasta el 2019.

## Secciones
- «Política»
- «Impacto»
- «Metrolima»
- «Perú radar»
- «Policial»
- «Internacional»
- «El Crack»
- «Ojoshow»
- «Casos del corazón»
- «Pupiletras»
- «Ojograma»